# Trachypithecus johnii
O langur-de-nilgiri (Trachypithecus johnii) é uma das 17 espécies de Trachypithecus. É encontrada somente em algumas parte do sudoeste da Índia.